# Вулиця Степана Будного (Тернопіль)
Вулиця Степана Будного — одна з магістральних вулиць міста Тернополя. Названа на честь українського поета Степана Будного. Довжина — 4 км, напрямок — зі сходу на північний захід.
Вулиця була прокладена у радянські часи, як частина об'їзної дороги Тернополя. Розпочинається від Ватрівської конюшини, пролягає на захід, де перетинається з вулицями Митрополита Шептицького, Миколи Карпенка, Володимира Винниченка, далі — на північний захід до Бережанської конюшини, де і закінчується. З півдня межує з селом Петриків Тернопільського району.
До вулиці Степана Будного з лівої сторони прилучаються вулиці: Західна та вулиці у селі Петриків — Митрополита Шептицького, Молодіжна, Степана Бандери, Тернопільська, Воїнів УПА, Наукова. По правій стороні  прилучаються вулиці: Митрополита Шептицького, Володимира Винниченка, Миколи Карпенка, Володимира Лучаковського, Тролейбусна. Є частиною автошляхів М19E85, М30E50.

## Транспорт
На вулиці знаходяться дві зупинки громадського транспорту: 
- Хлібзавод — автобусні маршрути № 19, 29, 31;
- Обласна психоневрологічна лікарня — автобусні маршрути № 11, 27.

## Комерція
- Готелі «Глобус», «Братислава», «Паллада»
- Ринок «Західний»
- Торгові центри «Весна», «Білий лебідь»
- Автозаправні станції (ОККО, Укрнафта, Motto, Shell, WOG)
- Авторинок «Мотор»
- Гаражні кооперативи «Дружба», «Маяк», «Супутник»

## Навчальний заклад
- Школа-садок № 30 «Колосок» (вул. Степана Будного, 26А)